# Ryuichi Kamiyama
Ryuichi Kamiyama (født 10. november 1984) er en japansk fodboldspiller.